# Famille de Bougainville
Pour les articles homonymes, voir Bougainville.
La famille de Bougainville est une famille éteinte très probablement originaire de la commune de Bougainville en Picardie, anoblie sous l'Ancien Régime et sous l'Empire.

## Historique
La famille de Bougainville est originaire de Bougainville en Picardie.
François de Bronac de Vazelhes (1918-2020), descendant par les femmes de Claire de Bougainville (1826-1892), a été autorisé par décret du Conseil d'État en date du 3 septembre 1970 à relever par adjonction le nom de Bougainville. Lui et ses quatre fils ont pris le nom de Bronac de Bougainville.

## Personnalités
- Pierre Yves de Bougainville (1686-1756), conseiller du roi, notaire au Châtelet de Paris, échevin de Paris en 1741.
  - Jean-Pierre de Bougainville (1722-1763), homme de lettres, secrétaire perpétuel de l'Académie des inscriptions et belles-lettres et membre de l'Académie française.
  - Louis Antoine de Bougainville (1729-1811), comte, amiral, navigateur et explorateur, membre du Sénat conservateur et de l'Institut de France.
    - Hyacinthe de Bougainville (1781-1846), comte, amiral, gentilhomme de la Chambre du roi Charles X.
    - Jean Baptiste Hyacinthe Alphonse de Bougainville (1788-1861), comte après la mort de son frère aîné en 1846, colonel de cavalerie,
    - Louis Olympe Alphonse Adolphe (1796-1854), général, page de l'empereur puis général de brigade en 1849.

## Galerie

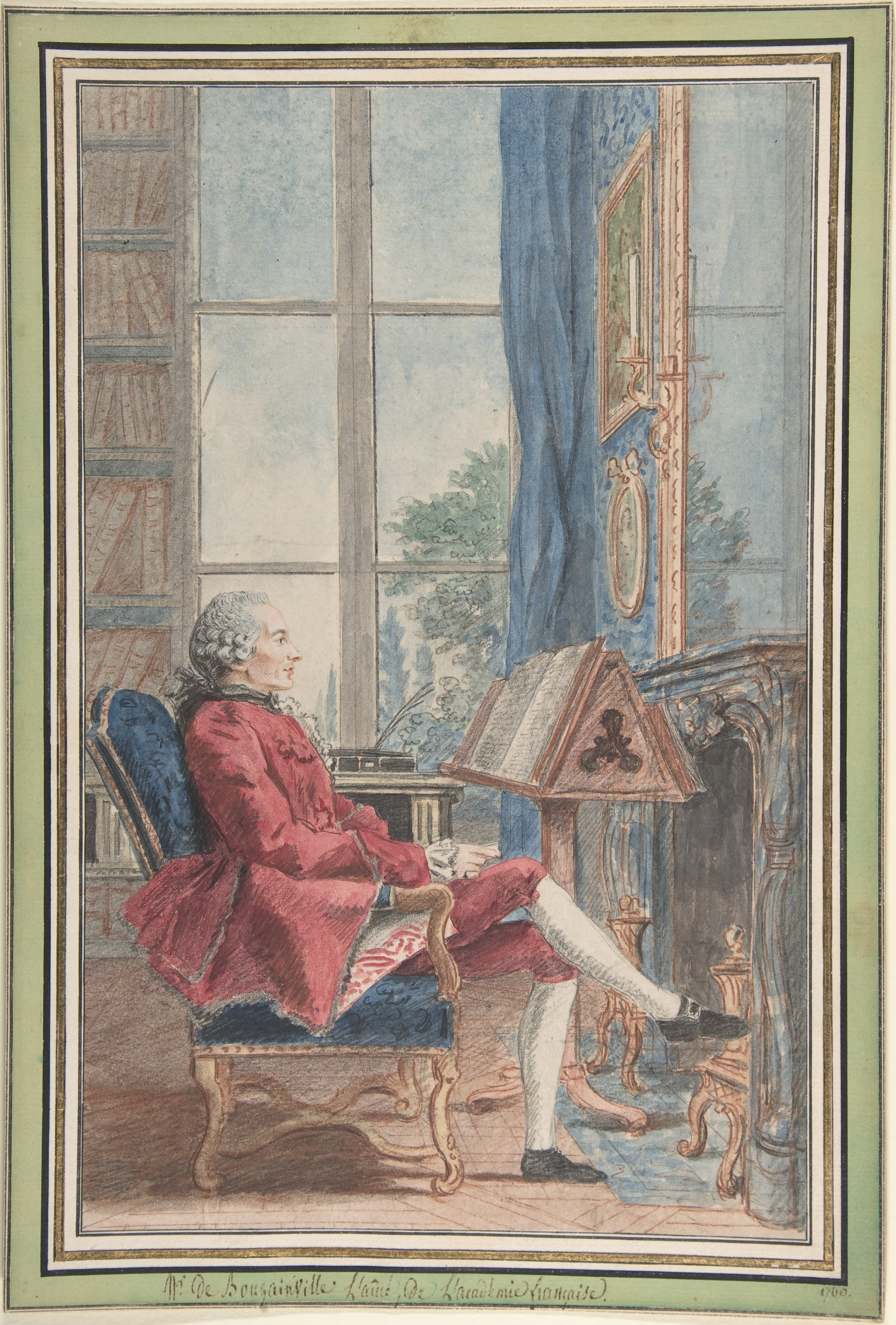
Portrait de Jean-Pierre de Bougainville (1722-1763), par Carmontelle.
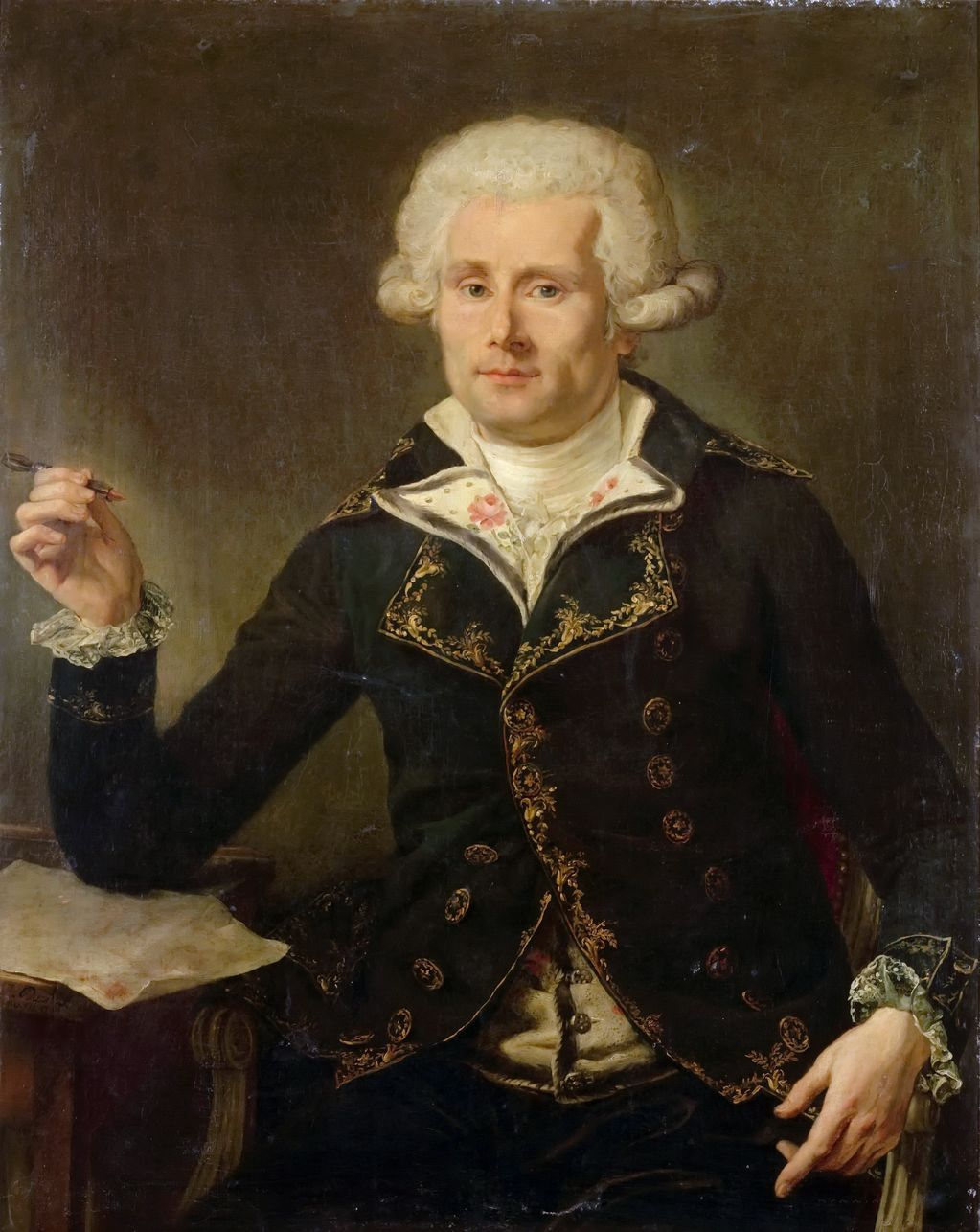
Portrait de Louis Antoine de Bougainville (1729-1811), par Joseph Ducreux (château de Versailles).
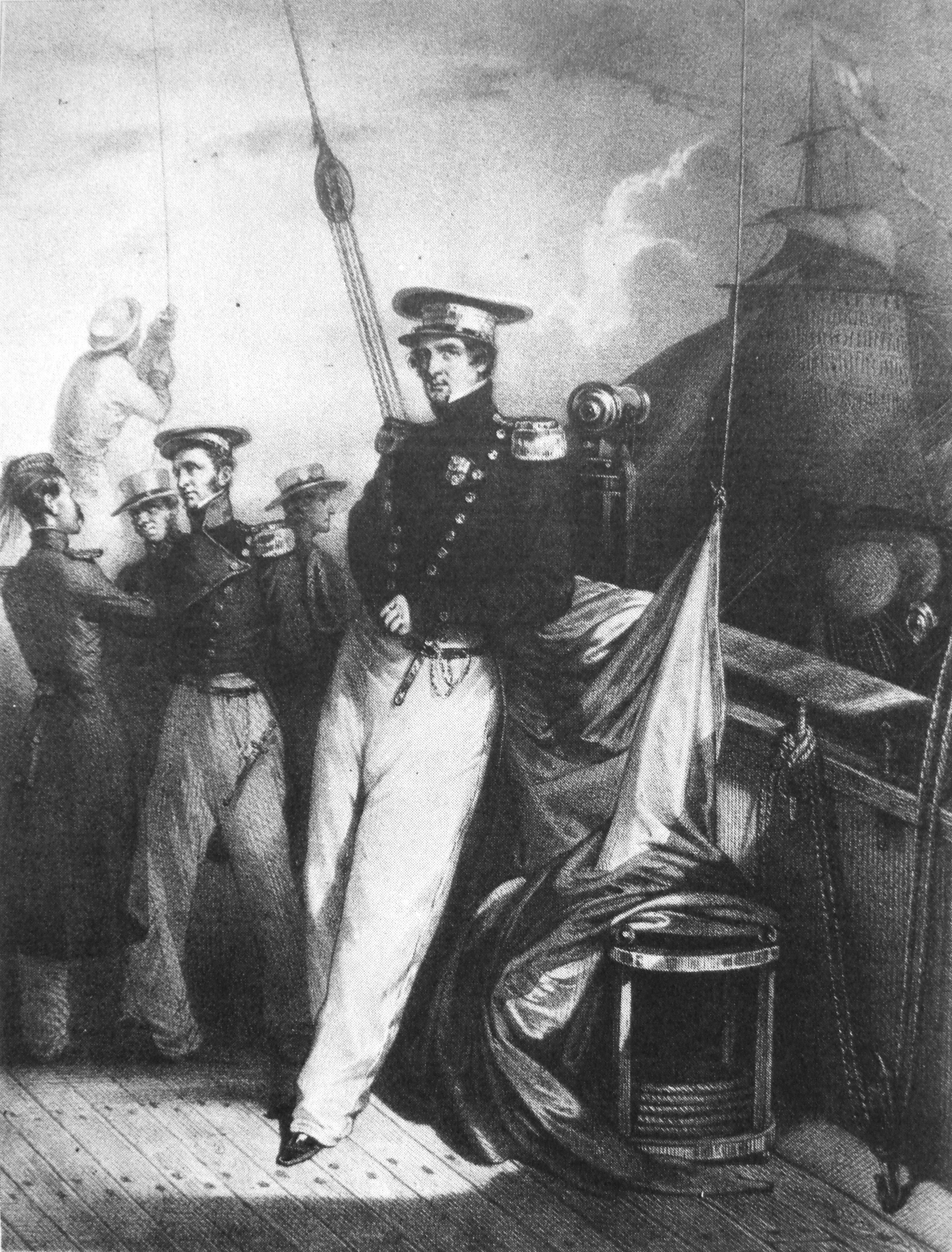
Portrait de Hyacinthe de Bougainville (1781-1846).

## Armoiries
| Figure | Blasonnement |
|        | Armes des Bougainville sous l'Ancien Régime : D'or, à l'aigle éployée de sable. |
|        | Armes de Bougainville et de l'Empire D'azur, à une ancre et deux épées croisées d'or, par-dessus un globe terrestre d'argent, franc-quartier du Sénat. - Livrées : azur, or & argent. |
|        | Armes du baron de Bougainville et de l'Empire Coupé, au premier parti de sable et de gueules ; le sable au signe du Sénat, le gueules au signe des barons tirés de l'armée ; au deuxième d'azur à deux épées hautes en sautoir d'or, chargées d'une ancre en pal du même et surchargées d'un globe terrestre d'argent, en abîme., - Livrées : les couleurs de l'écu. |